# Sophta loxomita
Sophta loxomita là một loài bướm đêm trong họ Noctuidae.